# ФК Нефтехимик (Нижнекамск)
ФК Нефтехимик е руски футболен отбор от Нижнекамск, Татарстан. Основан е през 1991 г.

## История
Предполага се, че отборът е основан през 60-те години, но е участвал само в аматьорски турнири. От 1992 играе в Руска втора дивизия. През първия си сезон отборът се класира 9-и от 22 отбора. В 1993 Нефтехимик стига 1/16 финал за купата на Русия, където отпада от Спартак Москва. Също така се класира и в 1 дивизия. През 1994 заема 6 място. На следващия сезон отборът е подсилен с някои играчи с цел класиране във Висшата дивизия, но отборът завършва на 7 позиция. През 1998 Нефтехимик изпада от 1 лига. В 2000 отборът печели 2 дивизия, завършвайки сезона без нито една загуба. От 2001 до 2004 се задържа в 1 дивизия, но честата смяна на треньорите не позволяват на отбора да се класира в РФПЛ. От 2007 Нефтехимик е сателитен отбор на Рубин Казан. През 2011/12 Нефтехимик прави много силен сезон и в към полусезона е първи с 8 точки аванс пред ФК Уфа. Впоследствие Нефтехимик задържа първото място и се класира във ФНЛ. Отборът се задържа в средата на таблицата и завършва седми.

## Известни играчи
- Сергей Будилин
- Юрий Будилин
- Роберт Евдокимов
- Владислав Игнатиев
- Олег Фоменко
- Пьотър Хрустовский
- Валерий Чижов